# Triebfahrzeugführerschein
Der Triebfahrzeugführerschein berechtigt zum Führen von Schienenfahrzeugen auf öffentlichen Eisenbahnstrecken.

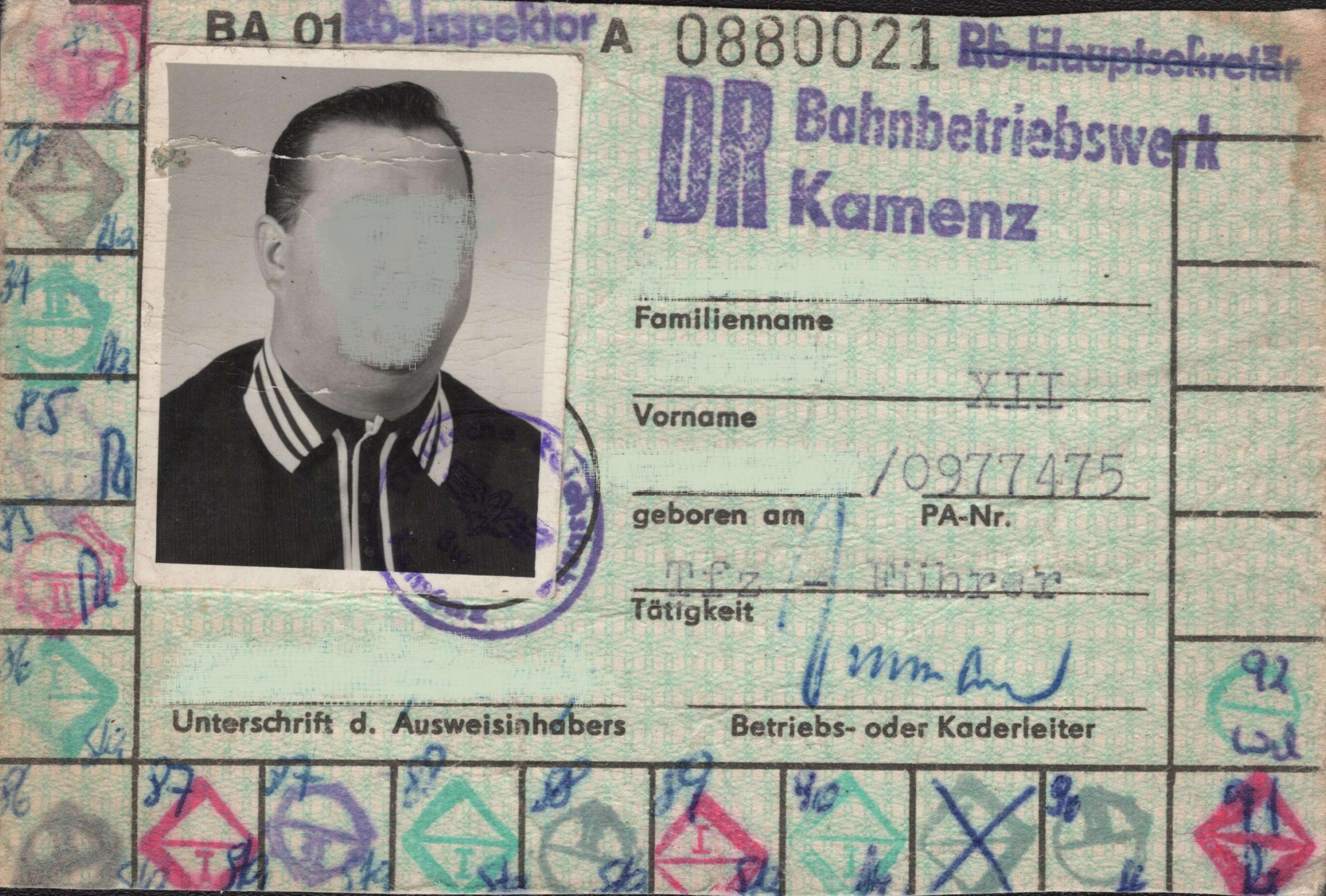
Ausweis eines TfZ-Führers der DR von 1982

## Entwicklung

### Eisenbahnfahrzeug-Führerschein nach VDV-Schrift 753
Der einheitliche Eisenbahnfahrzeug-Führerschein, die zu Grunde liegenden Ausbildungs- und Prüfungsvorschriften sowie die Voraussetzungen für den Erwerb der einzelnen Führerscheinklassen, wurden in Deutschland am 1. August 2002 eingeführt. Er sollte insbesondere in der (im Rahmen der Bahnreform) stetig wachsenden Zahl an Eisenbahnverkehrsunternehmen eine einheitliche, verbindliche und transparente Verfahrensweise für Aus- und Fortbildung von Triebfahrzeugführern sicherstellen. Die Eisenbahnverkehrsunternehmen waren für die Ausbildung, die Prüfungsabnahme, die Ausstellung des Führerscheines sowie die Organisation von Fortbildungsunterrichten selbst verantwortlich.
Pläne zur Einführung eines gemeinsamen Führerscheins gaben Deutsche Bahn AG (DB), Verband Deutscher Verkehrsunternehmen (VDV) und Eisenbahn-Bundesamt (EBA) Mitte 2001 bekannt. Im Frühjahr 2002 verabschiedete der VDV die Richtlinie zum Eisenbahn-Fahrzeugführerschein als VDV-Schrift 753.
Der Führerschein wurde in den folgenden drei Klassen ausgestellt:
- Klasse 1 (nur Rangierdienst)
- Klasse 2 (nur für bestimmte Streckennetze, z. B. ein S-Bahn-Streckennetz oder das Streckennetz einer nichtbundeseigenen Eisenbahn)
- Klasse 3 (alle öffentlichen Streckennetze, das sind im weitesten Sinne alle Streckennetze der Deutschen Bahn AG)

Die Klasse 3 schließt Klassen 2 und 1 mit ein, Klasse 2 schließt Klasse 1 mit ein.
Der Führerschein hat die Form einer Plastikkarte im Scheckkartenformat. Auf ihm sind Name und Lichtbild des Inhabers sowie dessen Geburtsdatum ebenso abgedruckt wie die Nummer der Fahrerlaubnis. Der Eisenbahn-Fahrzeugführerschein ist nur gültig in Verbindung mit einem Beiblatt. In diesem sind neben den Berechtigungen für Triebfahrzeug-Baureihen/Typen weitere Qualifikationen aufgeführt. Derartige Zusatzmodule gibt es beispielsweise für Wagenprüfer, für die PZB, LZB sowie CIR-ELKE. Die Ausstellung eines vorläufigen Führerscheins war möglich. Dieser galt maximal sechs Wochen ab Ausstellungsdatum, in Verbindung mit einem Personalausweis bzw. Reisepass.

### Europäisch harmonisierter Triebfahrzeugführerschein
Um die unterschiedlichen Rechtsvorschriften zur Fahrberechtigung der Triebfahrzeugführer in den EU-Mitgliedsstaaten zu vereinheitlichen, wurde die EU-Richtlinie 2007/59/EG verabschiedet. Da EU-Richtlinien nur im Wege eines nationalen Gesetzes bzw. Verordnung umgesetzt werden können, war es nicht möglich, die Richtlinie in Form einer überarbeiteten VDV-Schrift 753 umzusetzen, da diese nur den rechtlichen Rang einer anerkannten Regel der Technik hat. Am 7. Mai 2011 trat daher in Deutschland die Triebfahrzeugführerscheinverordnung (TfV) in Kraft.
Der Führerschein nach TfV wird in folgenden Klassen ausgestellt:
- Klasse A (nur Rangierfahrten)
- Klasse B (nur Zugfahrten)

Klasse B kann beschränkt sein auf die Unterklasse B1 (nur Personenverkehr) oder B2 (nur Güterverkehr). Damit wird der Tatsache Rechnung getragen, dass die meisten Eisenbahn-Verkehrsunternehmen nur eine der beiden Verkehrsarten durchführen, und deren Triebfahrzeugführer daher auf Grund ihrer Ausbildung meist nicht mehr ohne weiteres auf der jeweils anderen Zuggattung einsetzbar sind.
Wie bereits der VDV-Führerschein besteht auch der TfV-Führerschein aus Führerschein (Eigentum des Triebfahrzeugführers) und Zusatzbescheinigung (das ehemalige Beiblatt, Eigentum des Arbeitgebers). Die VDV-Führerscheinklasse 2 hat im neuen System keine direkte Entsprechung. Die Beschränkungen, denen ein bisheriger VDV-Klasse-2-Triebfahrzeugführer unterliegt, gehen zukünftig aus der Zusatzbescheinigung des TfV-Führerscheins hervor. Laut Begründung der Verordnung umfasst Klasse B nicht mehr automatisch die Klasse A. Da ein Triebfahrzeugführer ohne Berechtigung zum Rangieren nicht sinnvoll einsetzbar ist, werden Streckenlokführer in der Regel beide Klassen eingetragen haben.
Der Führerschein nach TfV wird nicht mehr vom Eisenbahnbetriebsleiter ausgestellt, sondern ist ein behördliches Dokument und wird vom Eisenbahn-Bundesamt (EBA) ausgegeben. Über die ausgegebenen Führerscheine wird beim EBA erstmals ein Register geführt. Angaben aus den Zusatzbescheinigungen werden in der Regel nicht in die EBA-Datenbank eingespeist. Eine Ausnahme besteht beispielsweise bei der Liquidation eines Eisenbahnverkehrsunternehmens (EVU).
Mit der TfV werden die Überwachungskompetenzen des EBA auf die gesamte Kette von Triebfahrzeugführer-Ausbildung und -Einsatz ausgedehnt. So müssen Schulungseinrichtungen und Prüfer, Verkehrsmediziner und -psychologen vom EBA zugelassen werden. Neu ist, dass der Führerschein unabhängig von einer Zusatzbescheinigung erworben werden kann. Hierzu ist eine theoretische Prüfung nach Anlage 5 der TfV abzulegen, in der allgemeine Kenntnisse über den Eisenbahnbetrieb und die Tätigkeiten des Triebfahrzeugführers geprüft werden. Als Prüfung nach Anlage 5 gilt beispielsweise die IHK-Prüfung des Eisenbahners im Betriebsdienst, Fachrichtung Lokführer und Transport. Ohne Zusatzbescheinigung berechtigt der Führerschein allerdings nicht, ein Triebfahrzeug zu führen.
Im Zuge der europäischen Vereinheitlichung wurde das Mindestalter für den unbeschränkten Einsatz eines Triebfahrzeugführers von 21 auf 20 Jahre abgesenkt, zunächst aber ohne die Eisenbahn-Bau- und Betriebsordnung entsprechend zu ändern. Mittlerweile wurde deren § 48 aber ebenfalls angepasst.
Der TfV-Führerschein wird den Führerschein nach VDV 753 nicht vollständig ersetzen. So gilt die neue Verordnung nur für EVU, die eine Sicherheitsbescheinigung nach § 7a Allgemeines Eisenbahngesetz benötigen, und damit nicht für Unternehmen, die nicht auf dem sogenannten übergeordneten Netz verkehren.
Die Führerscheinstelle beim EBA ist seit Mitte Juli 2011 arbeitsfähig. Ab 29. Oktober 2011 müssen sich Auslandslokführer den regelmäßigen Überprüfungen ihrer Fachkenntnisse nach § 11 TfV unterziehen, auch wenn ihr Führerschein noch nicht auf TfV umgestellt wurde. Spätestens bis zum 29. Oktober 2018 musste der Führerschein von Altinhabern eines Scheins nach der VDV-Schrift 753 umgetauscht sein. In Ausbildung befindliche Triebfahrzeugführer hatten bis zum 29. Oktober 2013 ein Wahlrecht zwischen einem Führerschein nach TfV oder VDV 753.
Anzahl der Triebfahrzeugführerschein-Inhaber beim Eisenbahn-Bundesamt: